# Ana Martin
Pour les articles homonymes, voir Martin.
Ne doit pas être confondu avec Ana Martín.
Ana Martin, née le 2 juin 1982, est une actrice pornographique française d'origine espagnole.

## Biographie
Ana Martin possède une maitrise en langues et civilisations étrangères en espagnol (LLCE)[réf. nécessaire].
Ana Martin commence en 2004 dans l'industrie du X.
Elle participe au film Casino - No Limit d'Hervé Bodilis, plus gros budget de l'histoire du X français (210 000 euros), où elle partage une scène avec Mélissa Lauren.

## Récompense
- European X Awards Bruxelles 2008 : Meilleure actrice dans un second rôle

## Filmographie sélective
- Casino - No Limit de Hervé Bodilis (Dorcel) (2008)
- La Gouvernante de Tony del Duomo (Dorcel) (2008)
- Ludivine de John B. Root (2008)
- Les Petites Vicieuses au pensionnat de Pascal Saint James (2007)
- Anal lingerie et corset de Fabien Lafait (Maeva video)
- Les Anales de l'immobilier de Robert O (Wild video)
- Les Autostoppeuses 2 de Patrice Cabanel (V. Communications)
- La Bachelière 21 de Philippe Lhermitte (Fantas Telsev)
- Le Bangtour 6 de Patrice Cabanel (V. Communications)
- Le Barriodeur 1 &  5 de Sebastian Barrio (V. Communications)
- Bimbo club de François Régis (Dorcel)
- Les Barbouilleuses lesbiches de Pierre Moro (2004)
- Beaux culs sur gros cube de Pierre Moro
- Busty 3 & 6 de Jean-Pierre Charmontel (Concorde)
- Les Castings de JBR de John B. Root
- Concubines de Ovidie (V. Communications)
- Les Dessous des infirmières de Fabien Lafait (JTC)
- La Doctoresse a de belles fesses de Pierre Moro (Imamedia)
- Elles déménagent de Fabien Lafait (JTC)
- Gonzo Attitude 1 de Fabien Lafait (Concorde) (2004)
- Helena's angels de Jurgen Wolf (V. Communications)
- Katsumi Provocation de Alain Payet (Blue One) (2004)
- Le Lâcher de garces de Fabien Lafait (Lucy video) (2004)
- Lesbos 4 de Fabien Lafait (Concorde) (2004)
- Lingeries et fines dentelles de Fabien Lafait (Lucy video)
- Livraison à domicile de Fabien Lafait (JTC)
- Permis de jouir de Didier Parker (JTC) (2004)
- Plaisirs de jouir de Didier Parker (JTC)
- Les Plantureuses gougnottes de Pierre Moro (Imamédia)
- Première Expérience de Ovidie (Marc Dorcel) (2004)
- Prends-moi de Patrice Cabanel (JTC) (2004)
- Les Ravageuses à la ferme de Yannick Perrin (Blue One) (2004)
- Les Reines du Sex de Robert O (Wild video)
- Rencontre avec Ana Martin de Fabien Lafait (Concorde)
- Révision anale de Robert O (Wild video)
- Les Secrétaires de Patrice Cabanel (JTC) (2005)
- Secrétaires à l'essai de Patrice Cabanel (JTC)
- Secrétaires très particulières de Rocky Volcano (Lucy video)
- Sex music de Robert O (Wild video)
- Sous les blouses des infirmières de Fabien Lafait (Lucy video)
- Tu bosses ou tu baises de Frédéric Laverge (V. Communications)  (2005)
- La Voleuses de pipes de Rocky Volcano (Maeva video)